# Drammensvassdraget
Drammensvassdraget er det tredjestørste vassdrag i Norge med et samlet afvandingsområde på 17.110 km². Flodsystemet får bidrag fra Innlandet, Viken og Vestfold og Telemark  fylker og løber ud i havet med Drammenselven i byen Drammen. Gennemsnitsvandføringen ved udløbet er på ca. 300 m3/s. Målt langs Drammenselven/Begna er det Norges sjettelængste med 301 km.
Elvsystemet består af flere delsystemer, de tre vigtigste er Begnavassdraget, Hallingdalsvassdraget og Randsfjordvassdraget. 
Drammensvassdraget regnes som meget vigtigt for overvintrende svømmefugle. Forskeren og ornitologen Viggo Ree hævder, at specielt Tyrifjordområdet er vigtig for overvintrende storskarv og sangsvaner i norsk sammenhæng.